# اچ‌ام‌سی‌اس فردریکتون (کی۲۴۵)
اچ‌ام‌سی‌اس فردریکتون (کی۲۴۵) (به انگلیسی: HMCS Fredericton (K245)) یک کشتی، که طول آن ۲۰۸ فوت ۴ اینچ (۶۳٫۵۰ متر) بود. این کشتی در سال ۱۹۴۱ ساخته شد.